# Kabouters van Wrocław

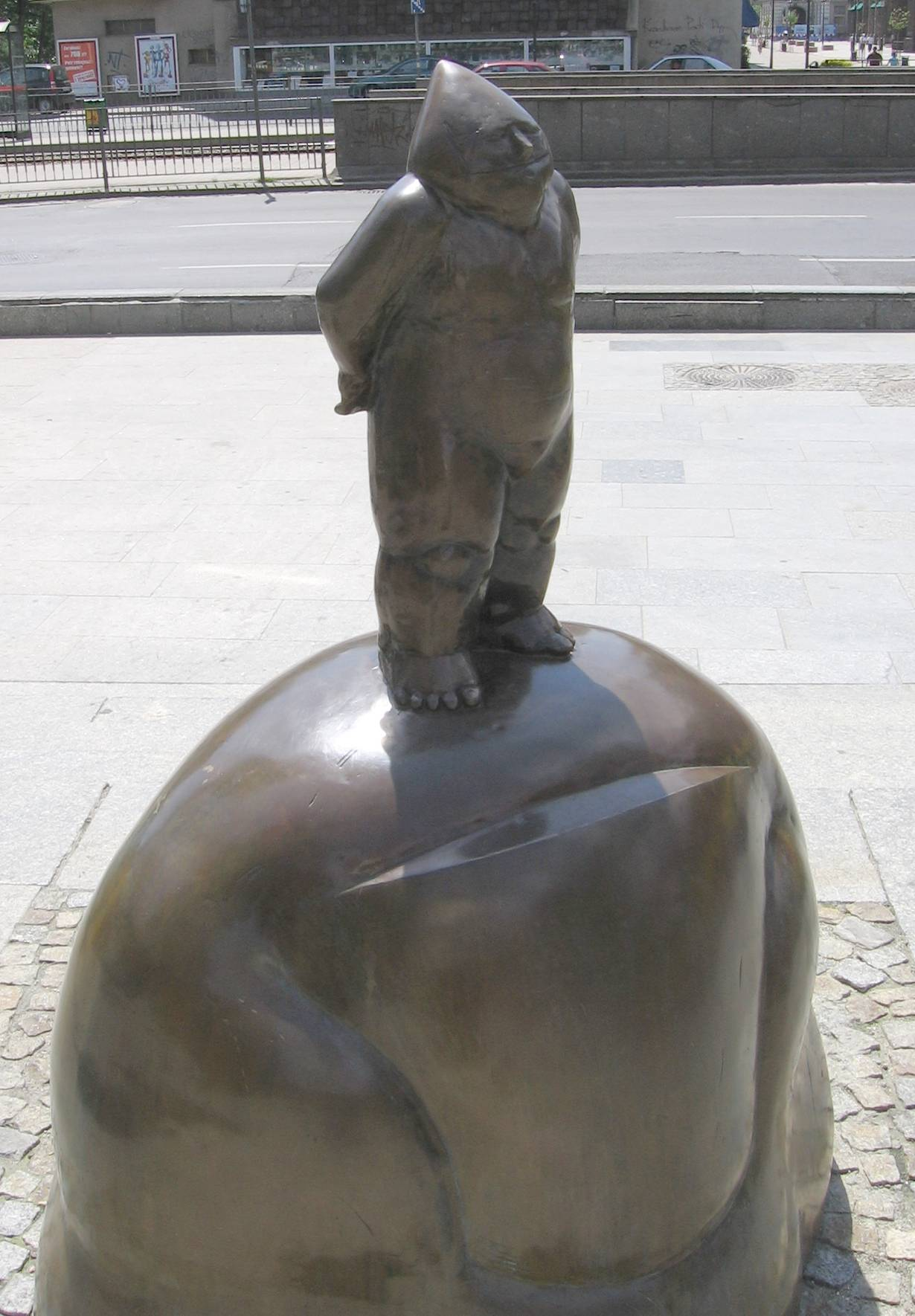
Papa Krasnal (Papa Kabouter), standbeeld van een kabouter in Wrocław

De kabouters van Wrocław (Pools:Wrocławskie krasnale) is een serie beelden van kabouters in de Poolse stad Wrocław. 
Het eerste beeld werd in 2001 opgericht ter ere van de ludieke verzetsbeweging Oranje Alternatief, die de kabouter als symbool voerde. Sindsdien zijn er gaandeweg kleinere kabouterbeeldjes bijgeplaatst, verspreid over de stad. Er zijn momenteel meer dan 400. 
Veel kabouters zijn geplaatst door en bij bedrijven en kantoren, zoals restaurants, het bureau bevolkingsregister, de universiteit en op het dak van een tram. In drie straten zijn series in de lantaarnpalen klimmende kabouters geplaatst onder de naam Słupniki. Ook in een fontein bij het "Poppentheater" bevinden zich zeven kabouters. In 2008 zijn drie vrouwelijke kabouters geplaatst. De vierde vrouwelijke kabouter is geplaatst in 2009.  
Een groep van acht kabouters werd in 2010 in Pasaż Grunwaldzki (een winkelcentrum aan plac Grunwaldzki) geplaatst. 
| Jaar | Aantal |
| ---- | ------ |
| 2001 | 1      |
| 2008 | 100    |
| 2011 | 200    |
| 2014 | 300    |

De kabouter is een symbool van de stad geworden en de beeldjes zijn een toeristische attractie. 

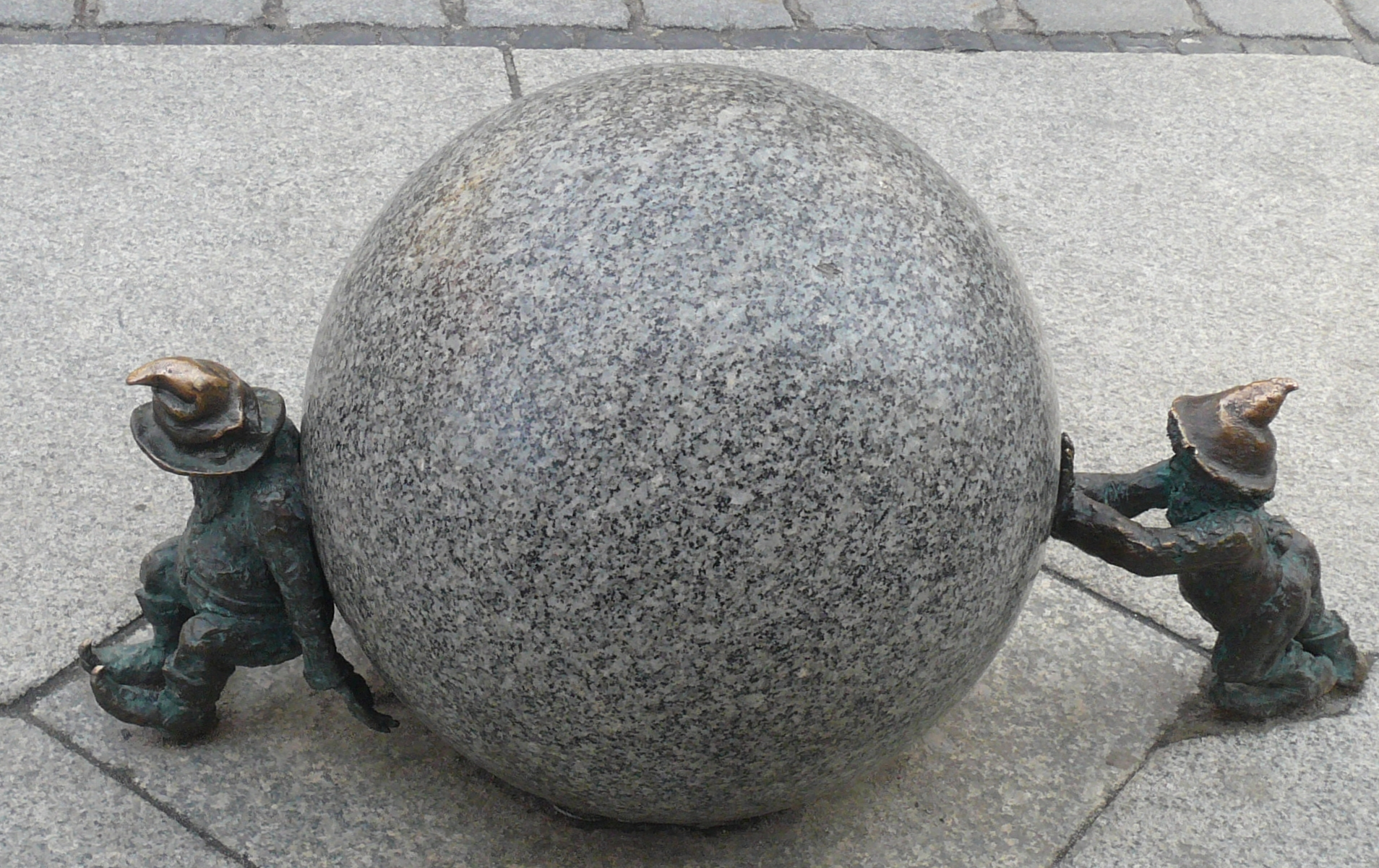
Syzyfki (Sisyphosje)
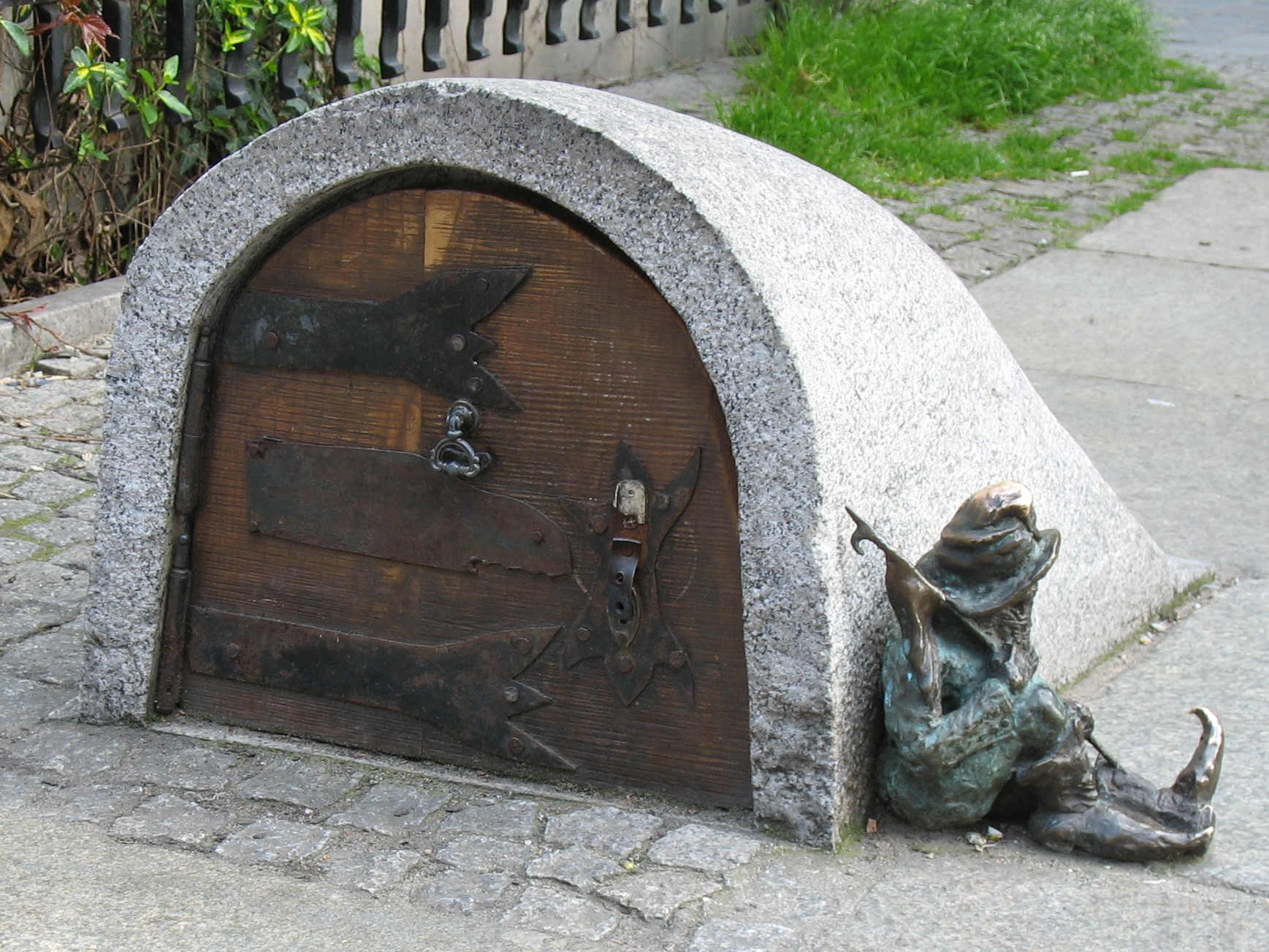
Śpioch (Slaapkop)
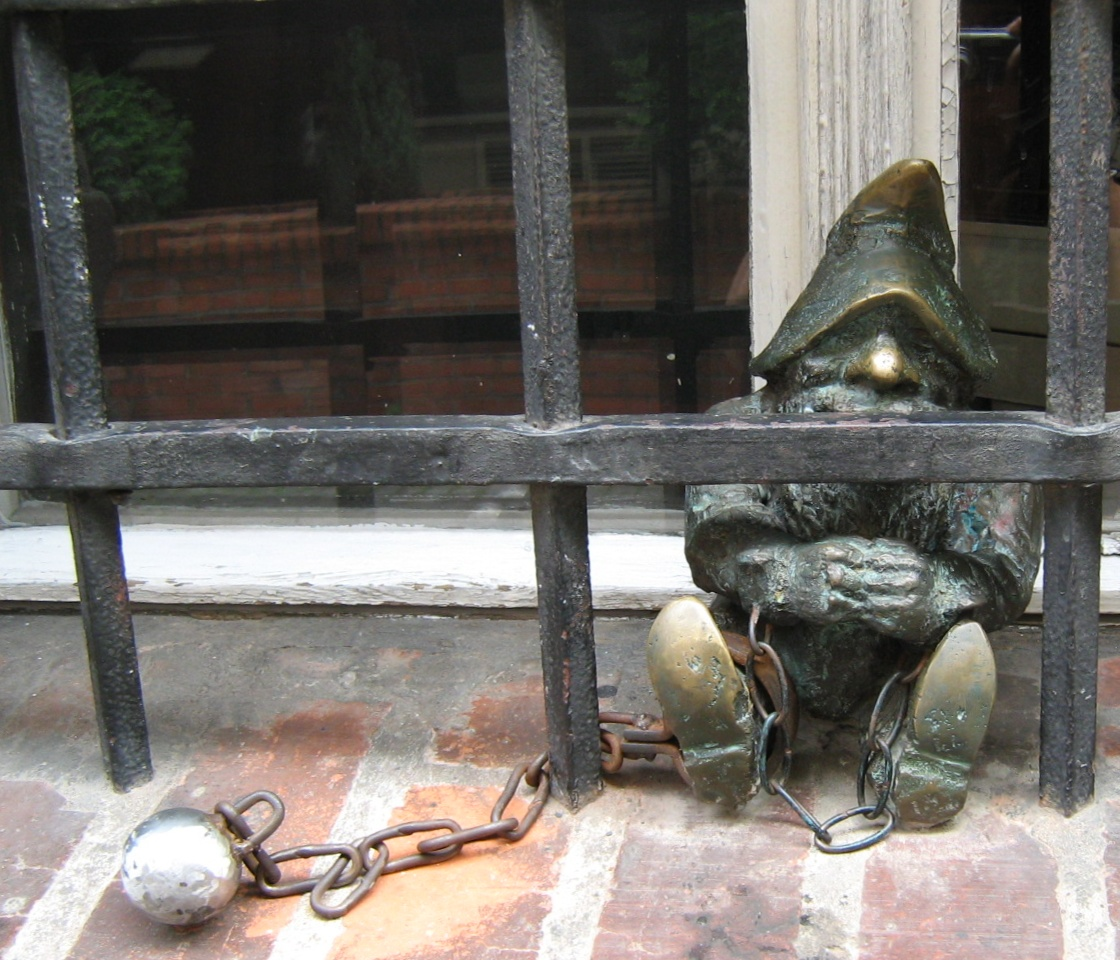
Więziennik (Gevangene)
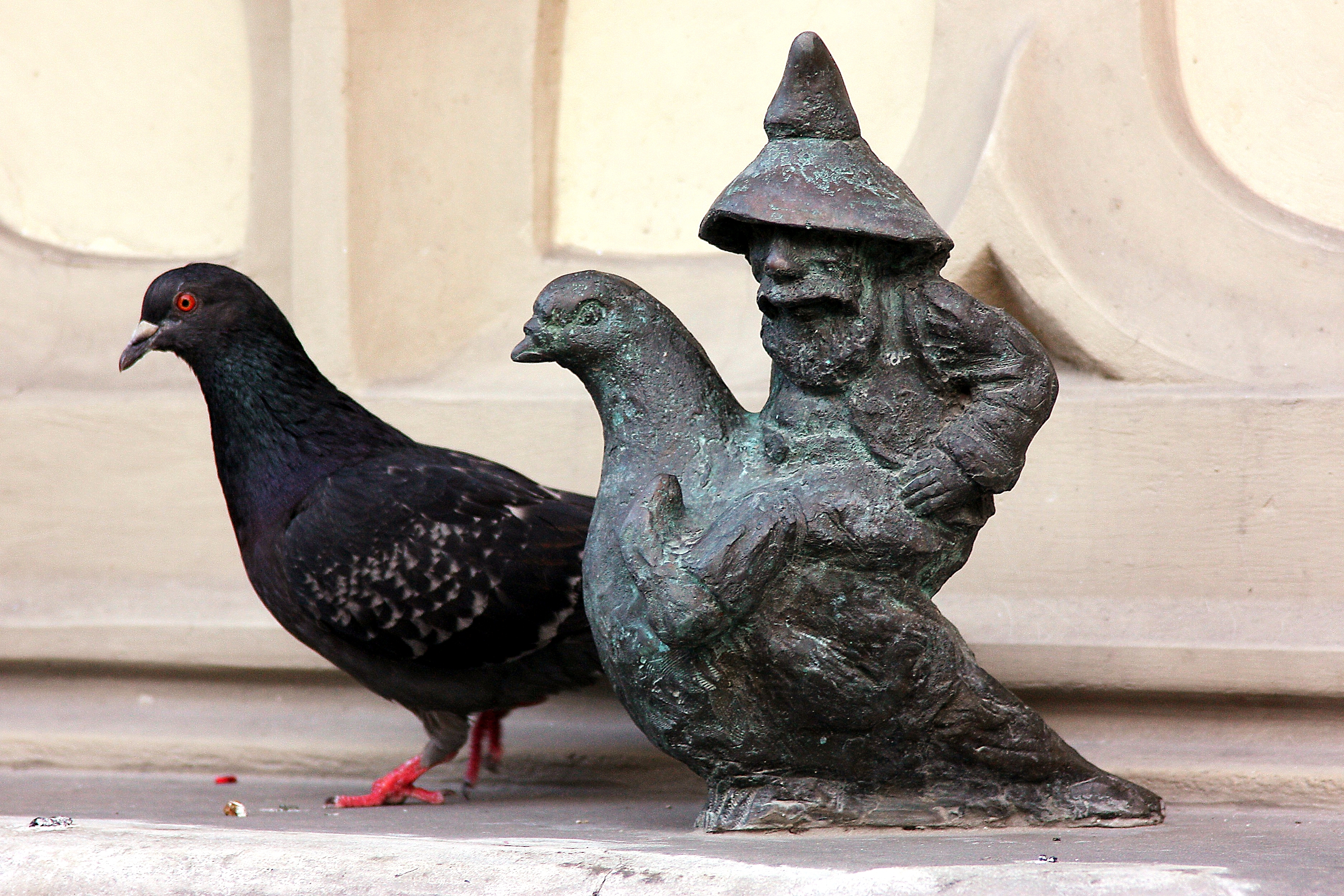
Formaat van een beeldje ten opzichte van een duif
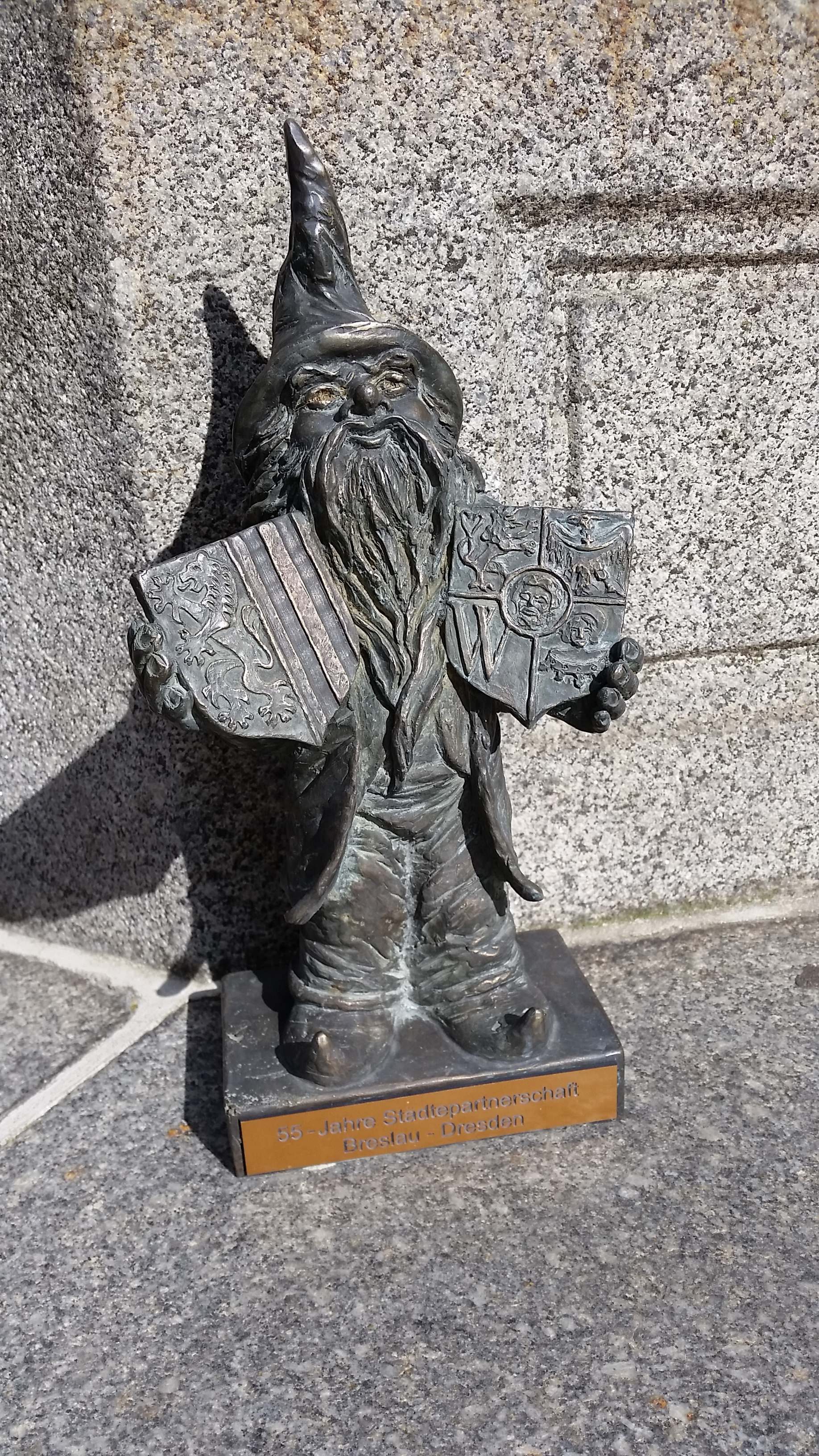
Ter ere van de stedenband met Wrocław werd ook in Dresden een kabouterbeeldje geplaatst